# 앤지 디킨슨
앤지 디킨슨(Angie Dickinson, 1931년 9월 30일~)은 미국의 배우이다.

## 출연 작품

### 영화
- 리오 브라보(1959) - 페더스 역
- 오션스 일레븐(1960) - 비어트리스 오션스 역
- 킬러(The Killers, 1964)
- 체이스(1966)
- 헤로인 커넥션(1966)
- 포인트 블랭크(1967)
- 미녀 갱단 빅 배드 마마(1974)
- 드레스드 투 킬(1980)
- 미녀 갱단 빅 배드 마마 2(1987) - 케이트 밀러 역
- 카우걸 블루스(1993)
- 사브리나(1995)
- 아름다운 세상을 위하여(2000)
- 오션스 일레븐(2001) - 복싱 관중 역(카메오)

### 텔레비전
- 폴리스 우먼(1974-78) - 수전 "페퍼" 앤더슨 역